# American Library Association
American Library Association (ALA) este o organizație non-profit din Statele Unite ale Americii care promovează bibliotecile și educația bibliotecară pe plan internațional. Este cea mai veche și cea mai mare asociație bibliotecară din lume, cu peste 62.000 de membri.

## Istoric
Asociația a fost fondată de Justin Winsor, Charles Ammi Cutter, Samuel S. Green, James L. Whitney, Melvil Dewey (Melvil Dui), Fred B. Perkins, Charles Evans și Thomas W. Almond în 1876 în Philadelphia și acreditată în 1879 în Massachusetts; sediul ei social se află acum în Chicago.
Activiștii bibliotecari au presat American Library Association în anii 1930 să fie mari receptivă la chestiunile prezentate de membrii tineri cu privire la pace, segregare, sindicate și libertate intelectuală. În 1931 a fost înființată Junior Members Round Table (JMRT) ca o organizație a membrilor mai tineri ai ALA, dar mai mult din ceea ce au avut de spus reapărut în responsabilitatea socială mișcarea să vină de ani mai târziu. În această perioadă a fost elaborat primul Library Bill of Rights (LBR) de către Forrest Spaulding, stabilind un standard împotriva cenzurii, care a fost adoptat de ALA în 1939. Acesta a fost recunoscut ca un moment definitoriu al biblioteconomiei moderne ca o profesie angajată în promovarea libertății intelectuale. ALA a înființat Staff Organization's Round Table în 1936 și Library Unions Round Table în 1940.
În 1961, ALA a luat o poziție cu privire la serviciul desfășurat în favoarea afro-americanilor și a altor grupuri discriminate, pledând pentru un serviciu bibliotecar egal pentru toți. Un amendament a fost adoptat de LBR în 1961, care a precizat faptul că frecventarea bibliotecii de către un individ nu ar trebui să fie refuzată sau restrânsă din motive de rasă, religie, origine națională sau opinii politice. Unele biblioteci au decis mai degrabă să-și închidă porțile decât să practice o politică de segregare. În 1963, ALA a comandat un studiu, Access to Public Libraries, care a constatat discriminarea directă și indirectă existentă în bibliotecile americane.
Arhivele ALA, inclusiv documente istorice și înregistrări digitale, sunt deținute în prezent în arhivele Universității din Illinois Urbana-Champaign.

## Membri
Calitatea de membru al ALA este deschisă pentru orice persoană sau organizație, deși cei mai mulți dintre membrii săi sunt biblioteci sau bibliotecari. Majoritatea membrilor trăiesc și lucrează în Statele Unite ale Americii, dar există și membri internaționali care reprezintă 3,5% din totalul membrilor.